# Melólogo
El melólogo (del griego antiguo μέλος, mélos = melodía, y λόγος, lógos = palabra) es un subgénero musical y teatral unipersonal, es decir, protagonizado por una sola persona, que consiste en el desarrollo de un monólogo declamado (no recitado ni cantado), o de fragmentos secuenciados de un monólogo largo, en que, con acompañamiento de mímica o pantomima, los pasajes culminantes o meramente emotivos son subrayados por un acompañamiento musical con pantomima o sin ella. Esta música sirve también como incidental o de transición entre un pasaje del monólogo y otro y como subrayado de las pantomimas mudas. La denominación melólogo hizo fortuna en el idioma español y el italiano, pero en el resto de los idiomas europeos se usó la más imprecisa y general de melodrama.

## Historia
Fue un género propio del sentimentalismo prerromántico, a caballo entre los siglos XVIII y XIX, creado por Jean-Jacques Rousseau con su Pygmalion, scène lyrique, estrenado en Lyon en 1770 con música de Horace Coignet, aunque escrito en 1762. Hasta entonces, el género recibía otras denominaciones: "monólogo con intermedios de música", "monólogo patético", "escena patética", "soliloquio o escena trágica unipersonal" entre otros. Los letristas solían indicar la índole de la música con acotaciones (música festiva, triste, melancólica, terrorífica, despechada, compasiva, grave, tierna, militar, misteriosa, fúnebre, dulce, lúgubre..) El género fue volviéndose más largo (dos, tres actos), fue perdiendo la pantomima y añadiendo personajes (dílogos o trílogos), con lo que cada vez se fue asemejando más al sainete cantado, a la tonadilla escénica o al fin de fiesta.

## El melólogo en España e Hispanoamérica
Reconocidos dramaturgos del teatro neoclásico culto y también del de inspiración popular cultivaron este nuevo género. Luciano Francisco Comella (Sofonisba, Asdrúbal...), Gaspar Zavala y Zamora, Vicente Rodríguez de Arellano, Fermín del Rey, María Rosa de Gálvez, José Concha, Francisco Mariano Nifo (La casta amante de Teruel, doña Isabel de Segura...) entre otros. También el sainetero gaditano Juan Ignacio González del Castillo, que fue el primero en subir a las tablas españolas este género con su Hanníbal (1788).
De todas formas, fue el más que fabulista don Tomás de Iriarte (poeta destacado en otros géneros a los que no se suele aludir) quien verdaderamente lo puso de moda, por lo cual es considerado el primer melologuista. Fue obra de su Guzmán el Bueno, de 1790, y obedece a la inspiración nacional que por entonces complacía a todos a través del género de la comedia heroica. En todo el decenio que inaugura y al menos entre 1790 y 1808 se escribieron y estrenaron más de cien melólogos cuyo texto se ha conservado, aunque no siempre se ha transmitido con ellos la partitura musical. Su éxito está atestiguado además porque tuvieron largo cartel y buena recaudación. Por su fama destacó en especial Doña Inés de Castro, de Luciano Comella, con música de Blas de Laserna.
Este auge determinó la aparición de un género cómico que parodiaba (esto es, imitaba burlescamente) los melólogos más populares: por ejemplo, el envidioso Félix María Samaniego escribió la Parodia de Guzmán el Bueno contra la obra de Iriarte. Y siguieron El cochero Domingo (1791) de González del Castillo, el anónimo El poeta escribiendo un monólogo (1793), con música de Blas de Laserna, o Perico el de los Palotes (1793) y Juan de la Enreda (1795) de Comella.
Durante la Guerra de la Independencia española (1808-1814) y el Trienio liberal (1820-1823), así como durante las Guerras de Independencia Hispanoamericanas (1809-1829). Entre los de estas últimas destacan los del mexicano José Joaquín Fernández de Lizardi, quien compuso tres: Unipersonal del arcabuceado, 1822 y Unipersonal de Agustín de Iturbide, emperador que fue de México, 1823. El tercero es la Segunda parte (1825) de El negro sensible (1798) de Luciano Comella, con música de Ramón Garay. Estas dos obras, pluripersonales, son importantes porque atacan claramente la esclavitud.
El género había experimentado un importante resurgimiento porque se prestaba a las labores de propaganda: era sencillo y corto y requería poca escenografía, instrumentos y músicos y un solo actor o actriz. Los había amorosos, patrióticos, e incluso satíricos contra los franceses o el propio Napoleón o, en el Trienio liberal, de intención política contra los absolutistas y liberales moderados, como los insertados en el semanario El Zurriago (1821-1823), que presentaban, pero no representaban sobre las tablas, a los políticos reaccionarios como figurones políticos, ya que la autoridad habría prohibido verlo en los teatros. Más escasos eran los ideológicos, destinados a difundir las nuevas ideas liberales y constitucionalistas (El censor angustiado y Derrota contra infieles, ambos de 1812), pero otros se iban del otro lado sosteniendo lo de siempre: Dios, Patria y Rey. Se escribían muchos sobre héroes liberales que iban a ser fusilados y cuyos últimos momentos servían para excitar el patriotismo vengador y proponer ejemplos de martirio. Así por ejemplo La Pola, del escritor liberal español Félix Mejía, sobre la ejecución de la heroína colombiana Policarpa Salavarrieta, etcétera. Dentro de los patrióticos destacan La Patria (1812), de Luis de Sosa y Tovar; Quejas del rey don Fernando VII desde su prisión a sus leales vasallos de José Doblado (1808); El héroe zaragozano, honor de España, terror de Francia, asombro de Europa, Palafox, de José Sánchez Redón (1809); Ballesteros, anónimo (1813); El rey de España en Bayona y Fernando VII preso y Segunda parte del Rey de España en Bayona, ambos de José Aparicio, (1808 y 1809); o La muerte de Bonaparte (1808) de José Rivera Castelar.
Entre los satíricos destacan La muerte de Bonaparte, de Ventura Madero y Montoliú, Murat oyendo misa o sea La piedad y la religión (1808) y Napoleón rabiando (1808), ambos de Timoteo Paz y del Rey. En Murat oyendo misa aparece este personaje como un ateo hipócrita que asiste a misa para engañar y, curiosamente, es el único donde José I aparece como mujeriego y no como bebedor. Napoleón, por supuesto, es caricaturizado y despreciado como anticlerical y hereje principalmente, objeto del desprecio y la burla popular.

## El género musical
En cuanto al género musical europeo, el compositor alemán Georg Benda (1722-1795) creó una subclase de melólogo en que la declamación se produce sobre la música, y no en alternancia con ella. Puede citarse la Leonora de Franz Liszt (1858), melólogo para voz recitativa y pianoforte, que presenta evidente afinidad con el contemporáneo Tristán e Isolda de Richard Wagner. En el siglo XX, Anfion de Arthur Honegger y Perséphone de Ígor Stravinski.